# Детре, Ласло
Ласло Детре (венг. Detre László; 1906—1974) — венгерский астроном.

## Биография
Родился в городе Сомбатхей, образование получил в университетах Будапешта и Берлина. С 1929 работал в обсерватории Конкоя в Будапеште (с 1943 — директор), в 1963—1968 — профессор, заведующий кафедрой астрономии Будапештского университета. Член Венгерской АН (1973).
Основные труды в области исследований нестационарных звезд. Выполнил обширные ряды наблюдений переменных типа RR Лиры в галактическом поле и в скоплениях. Особое внимание уделял проблемам нестабильности периодов и формы кривых блеска этих звезд, установил у них существование зависимости между изменениями магнитного поля и вторичными изменениями в кривой блеска. Эти исследования имели большое значение для разработки пульсационной теории звездной переменности. Ряд работ Детре по звездной астрономии посвящён пространственному распределению звезд. Инициатор создания астрофизической обсерватории в горах Матра. Основал «Информационный бюллетень по переменным звездам» Международного астрономического союза и был его редактором (с 1961).
Президент Комиссии N 27 «Переменные звезды» Международного астрономического союза (1967—1970).
Лауреат государственной премии ВНР (1970).
В его честь назван астероид № 1538.